# Curs en línia obert i massiu
Un curs en línia obert massiu (anglès: Massive Open Online Course o MOOC) és un curs dirigit a un ampli nombre de participants, segons els principis d'educació oberta. Tots els mesos més de set cents universitats de tot el món, ofereixen cursos en línia i gratuïts. El terme anglès va ser encunyat el 2008 per Dave Cormier i Brian Alexander.
Segons Vázquez-Cano i López, «El fonament estructural i pedagògic de la tendència “Open” s'assenta en dos processos: un de tecnològic, que permet que els continguts siguin oberts i accessibles i un altre legal, en proporcionar accés gratuït als continguts». L'ensenyament tendeix cada vegada més a una educació oberta, que s'estén a comunitats i xarxes educatives que participen d'un intercanvi de contingut acadèmic, formatiu lliure i reutilitzable. Els MOOC juntament amb els recursos educatius oberts (OER) i el programari Open Course Ware (OCW) són una emanació del moviment d'educació oberta.

Per aquest moviment algunes universitats tradicionals veuen perillar el seu model. Es distingeixen de cursos particular, per l'ambició d'atènyer milions de persones arreu al món. El 2022 hi havia una trentena de plataformes, de les quals el més conegut és Coursera amb cursos d'universitats com Princeton, Yale o Colúmbia.

## Principals característiques
Encara que són moltes les característiques dels MOOC, algunes de les més importants són:
- Accés massiu de centenars de milers d'estudiants de tot el món interessats en un tema específic.
- Accés lliure, obert i fàcil, doncs no requereix una prova preliminar ni immatricular-se a un institut.
- Accés gratuït. No obstant, l'accés a tutories, avaluacions, recursos bibliogràfics o acreditacions pot ser de pagament.[10]
- Desenvolupament és completament en línia, la qual cosa permet utilitzar la potencialitat d'Internet (àudio, text, vídeo, animació) de forma fàcil, ràpida i des de qualsevol lloc.
- Interacció (asincrònica o sincrònica) en línia entre els alumnes a través de fòrums o eines de videoconferència.[11]
- Consisteix en una acció formativa dissenyada i orientada a l'aprenentatge que s'avalua en una sèrie de proves que acrediten haver adquirit el coneixement.
- Els continguts desenvolupats pels docents i els materials o eines emprats en el desenvolupament dels cursos MOOC han de ser oberts, amb una llicència que en permeti la reutilització.[12]

### Punts forts i febles dels MOOC
En els MOOC trobem les febleses i limitacions d'uns sistemes educatius excessivament rígids des de molt diversos punts de vista: oferta acadèmica, gestió administrativa, planificació temporal, sistemes d'avaluació i acreditació, difusió i transferència de coneixements, metodologies docents i integració de les tecnologies digitals.
Els MOOC fan explícita una transformació gradual que s'està produint dins de l'ensenyament, en els rols dels docents universitaris en les últimes dècades. La pèrdua del rol transmissor per uns altres més lligats a l'orientació, l'acompanyament, la facilitació de recursos o l'avaluació formativa, es posen de manifest en aquestes noves experiències de formació massiva online. El professor com un guia dels coneixements a ensenyar. Una eficaç integració de les tecnologies digitals en la formació superior comporta la necessitat d'establir nous rols en els docents i els participants.
Valverde Berrocoso (2014) estableix algunes de les fortaleses dels MOOC:
- La redefinició dels rols.
- La necessitat d'adaptació de les metodologies docents a les característiques d'una societat en xarxa.
- La flexibilitat i adaptabilitat de l'oferta acadèmica.
- L'ús d'estratègies d'avaluació que atorguen a l'estudiant un paper actiu.
- La cooperació entre els diferents actors (docents i participants).
- L'accés lliure a una àmplia oferta formativa de caràcter internacional.
- El desenvolupament d'eines tecnològiques per donar suport al procés d'ensenyament-aprenentatge.

Alguns autors afirmen que en el disseny dels MOOC no s'han ajustat correctament el desenvolupament de les TIC (Tecnologies de la informació i comunicació) i els processos d'aprenentatge. La massificació condueix a un disseny comunicatiu unidireccional, centrat en el docent i basat en el contingut, amb greus problemes per atendre les diferències individuals i tendència a l'estandardització del coneixement. Els MOOC es mostren com una democratització de l'educació superior però tenen uns interessos econòmics que prevalen sobre els pedagògics, no és una formació completament oberta i es caracteritza per un alt nivell d'exigència en competències digitals i aprenentatge autoregulat.
Si bé, són cursos centrats en els continguts, la majoria ofereixen possibilitat d'interacció entre participants, la qual cosa permet la generació de comunitats d'aprenentatge en estar en contacte amb altres persones amb interessos similars i complementaris que van més enllà de l'adquisició de continguts.
Valverde Berrocoso (2014) esmenta algunes de les febleses dels MOOC:
- La preponderància de metodologies d'ensenyament basades en teories educatives superades.
- La presentació de suposades «innovacions educatives» que no ho són.
- L'estandardització del coneixement: els mateixos continguts i les mateixes activitats per a tots els estudiants.
- L'absència d'un disseny universal per a l'aprenentatge: atenció educativa diferenciada.
- La falta de coneixements sobre el desenvolupament i evolució de l'e-learning.
- La desvaloració de la funció docent en els processos d'ensenyament-aprenentatge: avaluació i tutorització.
- L'adopció d'una visió parcial i interessada del concepte «Educació Oberta».
- Predomini de la perspectiva econòmica enfront de l'experimentació pedagògica i de recerca educativa.
- Requereix cert nivell de competència digital i un alt nivell d'autonomia en l'aprenentatge.

Per finalitzar amb aquest apartat sintetitzar els criteris necessaris perquè els MOOC s'imparteixen amb qualitat:
- La qualitat dels materials, les activitats i altres recursos formatius. Es tractaria de valorar aspectes com accessibilitat, format o claredat.
- La qualitat de la plataforma d'e-learning. S'analitzarien aspectes com l'escalabilitat, la utilitat, les eines ofertes o els sistemes de comunicació.
- La qualitat de l'experiència formativa completa, des de l'inici del curs (planificació, objectius), passant pel desenvolupament del curs (materials, posada en marxa, seguiment) i, finalment, l'avaluació dels estudiants.

## Crítiques negatives
Michael Shea criticà negativament els MOOCs basant-se en la seua pròpia experiència amb un MOOC de Coursera i conclusions d'investigacions prèvies d'altres investigadors. Els punts negatius que hi trobà són:
- No troba quin avantatge educatiu es desprén del fet de subministrar les lliçons registrades en vídeo accessibles de manera restringida mitjançant la plataforma administradora (Coursera en aquest cas) respecte subministrar-les de manera no restrictiva.
- Una falta de rigor en el disseny del curs en resultar que els mecanismes per a comprovar si s'està aprenent el contingut són massa fàcils d'aprovar.
- Les universitats pretenen guanyar quelcom de manera inexplicable deixant de manera gratuïta contingut intel·lectual mitjançant una organització amb ànim de lucre que el monetitza.
- El fet que la majoria dels cursos no tenen crèdit ni per les universitats que els creen.

Tenint en compte açò, M. Shea conclou que els MOOCs suposen un frau.

## Diferències entre un MOOC i un curs en línia
Els MOOC tenen una sèrie de característiques que els diferencien d'un curs en línia.
| MOOC | Curs en línia |
| --- | --- |
| Entorn obert. | Entorn tancat. |
| Es segueix un disseny tecnològic que facilita la difusió de l'activitat dels participants mitjançant l'ús d'una o diverses plataformes. | Es desenvolupa en una plataforma d'aprenentatge electrònic (LMS) amb unes funcionalitats i una estructura molt fitades i dissenyades per a la interacció directa amb el docent. |
| Fomenta el protagonisme de l'alumnat.                                                                                                   | Accés per pagament previ de matrícula. |
| Nombre de participants il·limitat. | Nombre de participants limitat. |
| Diversitat d'eines de comunicació, ús de les xarxes socials.                                                                            | Comunicació mitjançant fòrums de debat, correu electrònic i xat. |
| Èmfasi en el procés d'aprenentatge més que en l'avaluació i l'acreditació.                                                              | Suport directe del docent. |
| Accés i materials gratuïts. | L'alumne respon a un model instruccional. |

## Evolució
L'evolució dels MOOC va anar reunint el disseny d'una plataforma global de transformacions, on el rol de l'alumne i l'evolució sociocultural es duen a terme en un nou espai d'aprenentatge en el qual cada nivell té la seva pròpia lògica:
- Un a un. Conferència plus-grup, està ancorat en la conversa, es destaca la discussió com una interacció de dues vies, on l'alumne reprodueix contingut i resol problemes d'acord amb la solució predefinida del docent.
- Un a molts. El professor dona una classe a una audiència global, es destaca l'ús de la conversa, parla una persona i tothom escolta.
- Molts a molts. L'ensenyament massiu descentralitzat, destacant el diàleg com a punt clau centrat en l'usuari, destaca la interacció multilateral on l'acte reflexió permet als alumnes veure la situació a través de l'altre.
- Molts a un. És una dimensió profunda de transformació, on en el camp social permet a cada alumne veure les seves pròpies possibilitats futures a través de l'altre. Es destaca l'estructura de les relacions i activa els camps socials destacant la creativitat col·lectiva.[16]

## Disseny del programari educatiu MOOC
Segons l'anàlisi realitzada per Poy i Aguilar hi ha una tendència a la utilització de plataformes de codi propietari amb la finalitat de desenvolupar un model de negoci amb diferents estratègies de retorn econòmic com pot ser el pagament de certificats, de crèdits, publicitat o subscripció d'usuaris. No obstant això, també subsisteixen plataformes de codi obert que són les que respecten més l'origen i esperit dels MOOC. Pel que fa a aquestes últimes, aquests autors assenyalen com a principals plataformes a EDX, oberta al juny de 2013, i OpenMooc.
Com assenyalen aquests autors, el disseny pedagògic de les plataformes MOOC és un dels aspectes més rellevants per a la motivació dels estudiants i garantir l'èxit del curs. En primer lloc, el disseny pedagògic ha de tenir en compte la fonamentació teòrica del model pedagògic que sustenta el curs a fi de donar resposta a les necessitats pedagògiques que sorgiran al llarg del curs.
«Les plataformes MOOC responen a aquesta nova demanda de continguts innovadors per a les noves generacions d'usuaris creixentment immersos en la societat del coneixement i de la informació».
Aquests autors proposen per a l'anàlisi pedagògica de diferents plataformes MOOC, el model de Freitas i Jarvis (2007) que pren en compte tres elements d'anàlisis: el context, l'aprenent, i la pedagogia usada, a més de la pròpia representació digital del producte e-learning, com a quart element addicional.
El disseny que apel·la a la motivació, per afavorir l'aprenentatge i frenar l'abandonament dels cursos, propícia la col·laboració i tècniques de gamificació a la planificació, disseny, implementació i ús dels MOOC. S'enforteix amb el model d'Arquitectura de Formació i Aprenentatge (TLA) que proposa el Model Tecnològic dels autors González, Collazos i García (gener de 2016). El TLA és el nom donat a la següent generació Object Reference Model (SCORM) per compartir contingut (Poltrack, Hruska, Johnson i Haag, 2012) i del projecte Tin Can. L'article de González, Collazos i García, especifica que aquest model conté components que es conceben com un conjunt de serveis web estandarditzats i programari de codi obert associat, que implementen els serveis web. La qual cosa permet el següent:
- És un model multiplataforma, que incorpora l'aprenentatge mòbil, multimèdia, components dels videojocs i d'e-learning. D'aquesta forma permet l'ús de diferents dispositius i recursos pedagògics, permetent un aprenentatge ubic, amb informació accessible a tot moment i en diferents formats.
- Realització de seguiment de l'experiència d'aprenentatge. El model conté el servei web Experience API (XAPI) i el programari que permet rastrejar les dades de l'alumne sobre la base de les interaccions amb diferents experiències d'aprenentatge.
- Xarxes de competències. Conté programari que permet establir relacions entre els objectius d'aprenentatge i les competències a desenvolupar per part dels estudiants amb el contingut i els sistemes a utilitzar.
- Gestió de contingut apropiat per a cada usuari i dispositiu. Compta amb programari que permet lliurar el contingut a l'alumne a poc a poc i just a temps, a més permet la selecció de la següent activitat i la possibilitat de recomanar experiències d'aprenentatge específiques als usuaris gràcies als seus components intel·ligents.
- Perfils d'aprenents, gràcies als quals es faciliten les dades que individualitzen als estudiants permetent una major personalització de les experiències d'aprenentatge, tenint en compte l'estil i preferències de cada alumne.

Precisament els entorns virtuals d'aprenentatge tenen cada vegada major presència en el conjunt de l'oferta formativa, podent afirmar que, en general, la població que utilitza els actuals canals d'aprenentatge en línia manifesta noves tendències com el fet de tenir una major demanda de continguts innovadors respecte als més tradicionals models d'aprenentatge propis de l'ensenyament presencial (Krichen, 2007). En conseqüència, en tots dos casos les plataformes MOOC responen a aquesta nova demanda de continguts innovadors per a les noves generacions d'usuaris creixentment immersos en la societat del coneixement i de la informació.
Amb la finalitat d'analitzar des del punt de vista del disseny pedagògic, la construcció de les diferents plataformes MOOC, hem utilitzat el model de Freitas i Jarvis (2007) que pren en compte tres elements d'anàlisi més la representació: el context, l'aprenent, i la pedagogia usada, a més de la pròpia representació digital del producte e-learning, com a quart element addicional.
Els MOOC es defineixen pel gran volum d'alumnes participants i per l'heterogeneïtat dels mateixos, amb freqüència amb altes taxes d'abandonmanet. L'estudi realitzat demostra que un disseny mixt, cooperatiu, basat en la incorporació de les xarxes socials com a estratègia d'aprenentatge, pot ajudar a reduir la taxa d'abandonament (Fidalgo ,Sein Echaluze & García Peñalvo, 2013). Igualment existeix vinculació directa entre el disseny del curs i els quatre factors de l'escala de motivació IMMS: atenció, confiança, satisfacció i rellevància.

## Història
Isaac Asimov introduïa el concepte d'autoaprentatge a gran escala i a través d'ordinadors personals l'any 1988, en el vídeo titulat Visions for the future. Anteriorment, el 1922, es va produir un fenomen similar als actuals MOOC amb els cursos radiofònics que tenien un concepte que coincideix amb els MOOC. Com a antecedents dels cursos MOOC es poden considerar, entre d'altres, l'OpenCourseWare (OCW) i els recursos educatius oberts de la UNESCO (OER).
L'agost de 2007, David Wiley hauri sigut l'autor del primer MOOC a la Universitat Estatal de Utah. Es tractava d'un curs d'educació oberta. Aquesta iniciativa va tenir continuïtat en nombrosos projectes acadèmics dins i fora dels Estats Units.
El terme MOOC va ser encunyat el 2008 per Dave Comier de la University of Prince Edward Island en resposta a un curs anomenat "The Connectivism and Connective Knowledge course" (també conegut com a CCK08) dictat per George Siemens de la Athabasca University i Stephen Downes del National Research Council. La Universitat de Manitoba (Canadà) el fa oferir de franc i es van matricular al voltant de 2200 estudiants. Tot el contingut del curs va estar disponible a través de RSS i els estudiants van poder participar-hi a través d'eines col·laboratives, incloent publicacions en blogs, fils de discussió en Moodle i trobades en Second Life.
L'any 2011, més de 160 000 persones arreu al món es van matricular en un curs d'Intel·ligència artificial ("Introduction to Artificial Intelligence") oferit per Sebastian Thrun i Peter Norvig a la Universitat Stanford amb l'empresa emergent Know Labs (actualment Udacity) fundada per Sebastian Thrun.
A França, Open Classrooms, oferia cursos en línia sobre IT i llenguatges de programació des de 1999, va començar produint MOOCs l'any 2012. Avui dia, ofereix més de mil cursos enfocats en tecnologia i competències digitals, principalment en francès, però també en anglès i en castellà.
L'any 2012 es considera com l'inici de l'apogeu dels MOOC, el New York Times publica un article denominat "L'any dels MOOC", acreditant que en aquest any el nou "format" educatiu va estar utilitzat per «el gran públic». A principis de 2013 el periodista Thomas Friedman, parlava, en l'article «Revolution Hits the Universities», de la revolució que estava vivint l'educació superior a les universitats amb els MOOC com a protagonistes, en tant que eina d'enorme potencial per contribuir a formar la gent i a resoldre el problemes que preocupen al nostre món.
Els MOOC donen resposta a les necessitats de la societat de formació contínua i de flexibilitat compatibles amb altres activitats i situacions personals que en la formació tradicional no serien possibles. El 2016, l'Estat espanyol i el Regne Unit són els països d'Europa que se situen en els primers llocs en la producció de MOOC.

## MOOC a Iberoamèrica
A Iberoamèrica diferents universitats ofereixen MOOC, com la Universitat Politècnica de Madrid, la Universitat d'Alacant, la UNED, la Universitat Politècnica de València, Universitat de Granada i la Universitat Nacional Autònoma de Mèxic. El primer MOOC a l'Estat espanyol sorgeix de la Universitat Politècnica de Madrid i es diu Crypt4you. Es tracta d'un curs de criptografia per a programadors.
El 2013 la Universitat Nacional Autònoma de Mèxic (UNAM) en aliança amb Coursera va desenvolupar tres primers MOOC: "Pensament científic", "Ser més creatius" i "TIC per a l'educació".
La Universitat Tecnològica de Pereira va desenvolupar el que es considera el primer MOOC colombià que ja va per la seva cinquena edició: Art llatinoamericà amb Èmfasi a Colòmbia. També, en MiriadaX es poden prendre els cursos Matemàtiques Essencials en els Nombres reals i Complexos de la Universitat d'Ibagué; Resistències Ciutadanes com a Actes Creatius i Paz i No violència de la Corporació Universitària Minut de Déu. Per la seva banda, la Universitat EAN disposa a la seva pàgina web de set MOOC autoformatius en diferents àrees del coneixement: Inducció a la Formació Virtual, Atenció i Servei al Client, Eines per al Benestar Personal, Construcció d'Indicadors
per a la Gestió de Vendes, Finances per no Financers, Globalització i Negociació Intercultural, Habilitats Gerenciales. El juny de 2014, la Universitat del Cauca, al sud-oest de Colòmbia, llança el seu primer curs MOOC sota la plataforma de codi obert EdX. En 2015 la Universitat dels Andes en aliança amb Coursera ofereixen un programa especial de desenvolupament de videojocs i vuit cursos en 2015: Llegir a Macondo: l'obra de Gabriel García Márquez, Tresors de la física i els seus descobridors I, Màrqueting verd, Fonaments de finances empresarials, Sexualitat... molt més que sexe, Innovar és un esport extrem, Selecció de personal per tots i Precàlcul Alpha.
El 2014, l'Escola de Negocis de la Pontifícia Universitat Catòlica del Perú, presenta centrumX, la plataforma virtual especialitzada en cursos MOOC de negocis.
A l' Argentina diverses universitats tant de gestió pública com a privada (UBA, UADE, BLAS PASCAL, UNQ, USAL) han desenvolupat MOOC en diferents àrees temàtiques tals com Ortografia, Medi ambient, Gestió del Clima Organizacional, Llenguatge Cinematogràfic, Orígens del Tango, Escenaris d'Ensenyament i Aprenentatge, i Educació i Tecnologia.
A Mèxic, institucions d'educació superior com la Universitat Nacional Autònoma de Mèxic i el Tecnològic de Monterrey han desenvolupat MOOC en diversos temes, en conveni amb Coursera. En 2015, l'Adreça de Tecnologies de la Universitat Tècnica Particular de Loja d'Equador, inicia el desenvolupament de cursos MOOC a través d'una plataforma denominada "MOOCsUTPL", on s'han impartit diverses temàtiques com Gamificación, Introducció a la Comptabilitat, i Cicle comptable. A partir de l'any 2016 s'han dissenyat cursos sobre: Expressió Oral i Escrita, Metodologia d'Estudi i Realitat Nacional de l'Equador.
En els últims anys, s'ha anat incrementant l'oferta de MOOC en espais com Coursera, EdX o Udacity, al món anglosaxó, i Miríada X (iniciativa promoguda per Telefónica Learning Services i Universia), Tareasplus, UNED COMA (de la Universitat Nacional d'Educació a Distància) que ofereixen una formació oberta sustentada a les bases de la “cultura lliure i accessible”, a Iberoamèrica.

## Els MOOC per temàtiques
Amb l'accelerada difusió dels MOOC, s'ha anat augmentant l'interès pel disseny i participació de cursos en diferents temàtiques, sent les Ciències de la Computació i Programació i Administració i Negocis les de major demanda, mentre que Art i Disseny són les que menor participació tenen, segons s'indica en un article publicat al desembre de 2016 per Class Central, un cercador de MOOC gratuït.
L'ús dels MOOC per a l'aprenentatge d'idiomes també està en alça. Existeixen diverses plataformes que ofereixen diferents cursos gratuïts. En aquest sentit Pablo Ruiz Martín en el seu treball Present i futur dels Massive Open Online Courses (MOOC) fa una reflexió sobre l'idioma utilitzat per ensenyar en els MOOC : "L'accés universal als continguts dels cursos xoca, inevitablement, amb una barrera idiomàtica. Mentre no es desenvolupin estratègies de programari que permetin subtitular els vídeos i traduir els continguts i interaccions dels alumnes a diversos idiomes (la qual cosa sembla, en principi, alguna cosa bastant enutjosa), l'alumne ha de disposar de cert nivell de domini de la llengua en el qual s'imparteix el MOOC o no podrà cursar-lo satisfactòriament. Això ens planteja un important dilema: si l'accés obert a l'ensenyament superior implica un domini pràcticament absolut de la llengua franca dels entorns on-line, l'anglès o, d'altra banda, seria convenient potenciar la creació de cursos en altres idiomes importants quant a nombre de parlants, com el xinès, el castellà o el francès"
Aquesta tendències entre la preferència entre unes i unes altres temàtiques, pot estar marcada per la necessitat d'actualització constant que cal a les àrees relacionades amb la Informàtica i la facilitat que representen les eines tecnològiques, en comparació d'aquelles que encara presenten altres alternatives d'aprenentatge.

## Classificació dels MOOC
Hi ha certs criteris per distingir diferents tipus de MOOC. Lane (2012) suggereix la següent classificació:
- Basats en una xarxa com els cMOOC.
- Orientats a continguts com EdX, Coursera i Udacity.
- Orientats a la resolució de problemes del tipus "Do it by yourself" de el corrent Edupunk com els de Jim Groom.

Aquesta classificació recorda la que ofereix Moodle a l'hora de dissenyar els seus cursos: basats en temes (contingut), setmanes (temps) o Scorm (activitats) i el format social (equivalent als cMOOC).
Una de les classificacions més àmplies de categories de MOOC és la formulada per Clark (2013), que n'identifica set tipus:
- connectivistMOOCs (els proposats per Siemens).
- transferMOOCs (consisteixen a agafar els cursos existents a les Universitats d'e-learning i transferir-los a una plataforma MOOC).
- madeMOOCs (a diferència dels anteriors incorporen elements de vídeo, posen l'accent en la qualitat de la creació de tasques que han de realitzar els estudiants, potencien el treball entre iguals i la coavaluació).
- synchMOOCs (els cursos presenten dates específiques de començament i de finalització, així com de realització de les avaluacions).
- asynchMOOCs (sense dates límits).
- adaptiveMOOCs (utilitzen algorismes adaptatius per presentar experiències d'aprenentatge personalitzades, basades en l'avaluació dinàmica i la recopilació de dades del curs).
- groupMOOCs (elaborats per a grups específics).
- miniMOOCs (de menor contingut i terminis de desenvolupament).
- taskMOOCs[40] (basat en la realització de tasques).

Independentment de propostes tan àmplies com la presentada, la tendència és a considerar dos tipus bàsics de MOOC, que solen denominar-se: xMOOC i cMOOC (Departmentfor Business, Innovation and Skills, 2013; Scopeo, 2013; Vázquez et al., 2013; Downes, 2012; Siemens, 2012; Hill, 2012).
- Els xMOOC (cursos amb una aproximació conductista): La 'x' en xMOOC ve d'eXtended, més enllà del pla d'estudis bàsic. El xMOOC és un MOOC centrat en experts, en el qual el docent dirigeix els coneixements que s'obtindran, per tant, el professor és la figura central de l'aprenentatge. El paper de l'instructor del curs (expert) és crear i coordinar el pla d'estudis i establir els resultats del curs des de l'inici. L'alumne és responsable de completar les tasques en el temps requerit. Un xMOOC té una durada establerta estricta i s'emet un certificat.
Els continguts es transmeten unidireccionalment a l'alumnat que respon a les activitats proposades per aconseguir els objectius. Les activitats acadèmiques generalment se centren en fòrums. No obstant això, la participació del professor en aquestes estratègies és reduït i unidireccional. Són els tradicionals paquets formatius, però oferts en obert, que no promouen el diàleg entre la comunitat educativa ni la construcció col·lectiva del coneixement.
- Els cMOOC (cursos amb una aproximació conectivista): La 'c' representa el seu caràcter conectivista enfocat en la creació de xarxes i generació de coneixement per part dels participants. Se centra en l'estudiant: l'alumne tria el que desitja aprendre. No hi ha un pla d'estudis formal i el sistema tradicional de gestió de l'aprenentatge se substitueix per les eines de la Web 2.0, tals com a blogs, wikis i plataformes de xarxes socials. Els alumnes reflexionen sobre les contribucions i autoavaluen el seu aprenentatge.
Aquest tipus de MOOCs mantenen l'essència de la construcció del coneixement entre tots els membres de la comunitat d'aprenentatge. Les relacions estan menys estructurades i l'alumnat és el protagonista del procés d'ensenyament. Tenen la capacitat de crear comunitats virtuals d'aprenentatge d'àmbit global, que potencien la creació de projectes col·laboratius.
Cada tipus de curs té uns avantatges i inconvenients, a causa de l'estratègia formativa tant per a l'enfocament de l'aprenentatge com en l'avaluació del mateix (Octet, 2013).
Denis Gillet argumenta que les plataformes dissenyades inicialment per a la construcció de PLEs poden permetre, tant a docents com a estudiants, afegir els seus propis cMOOCs o MOOCs de connexió a partir dels recursos de lliure accés disponibles en el Núvol sota llicències Creative Commons. La incorporació d'eines de comunicació social facilita la interacció i l'intercanvi informal entre estudiants, donant així un perspectiva conectivista al MOOC.
Pernías Peco (2013) i Luján Mora (2013) assenyalen que els cMOOC són els primers MOOC a aparèixer ("Introduction to Open Education", "Connectivism and Connective Knowledge") amb el propòsit de generar un espai de construcció de coneixements a partir de la creativitat, autonomia i l'aprenentatge social i col·laboratiu desplegat pels estudiants que participen de la proposta. No obstant això, posteriorment sorgeixen els xMOOC que, avui dia, gaudeixen de més popularitat i s'ofereixen a través de plataformes comercials o semicomerciales tals com Coursera, edX i Udacity. Aquests MOOC conserven una estructura basada principalment en un aprenentatge de tall tradicional que s'orienta a la visualització de vídeos i la realització de proves de tipus test.
Diferents autors (Martí, 2012; Scopeo, 2013), amplien aquesta divisió amb un model que es podria considerar com a híbrid dels dos anteriors, i que tendeix a recolzar-se en la realització de tasques per part de l'estudiant. Concretament, Martí (2012) enuncia tres grans tipus de MOOC basats en diferents aspectes com són: continguts, aprenentatge distribuït en xarxa i tasques.
L'últim tipus de MOOC amb el qual ens podem trobar, és el centrat en les tasques (tMOOC), model que com ja comentem per a alguns autors (Scopeo, 2013; Vázquez et al., 2013) és un d'híbrid que adopta plantejaments de les dues propostes presentades fins al moment. Des d'aquesta posició, en el MOOC es posa l'accent principalment en la resolució de determinats tipus de tasques i activitats per part de l'estudiant, que ha d'anar realitzant progressivament per poder avançar al llarg del curs. Les tasques que s'incorporen poden ser de diferent tipus: resolució de casos, lectura i anàlisi de documents, construcció de recursos en diferents formats, anàlisis de llocs web, elaboració de blog i wikis, elaboració de mapes conceptuals, resolució de problemes, configuració de mots encreuats sobre termes científics, entre d'altres. Activitats que poden ser elaborades tant de forma individual com grupal o col·laboratives (Cabero & Román, 2005). Referent a l'avaluació dels alumnes, en aquests MOOC se segueix el procediment de l'anàlisi de la qualitat de les tasques efectuades, avaluació que pot dur-se a terme per un ajudant del programa, o mitjançant avaluació entre iguals.
Algunes diferències entre els XMOOC i els CMOOC:
|                        | xMOOC                                                 | cMOOC                                                                        |
| ---------------------- | ----------------------------------------------------- | ---------------------------------------------------------------------------- |
| Estratègies            | Conductista.                                          | Conectivista.                                                                |
| Similitud amb          | Cursos on-line LMS.                                   | Xarxes socials i entorns personals d'aprenentatge.                           |
| Guia de l'aprenentatge | Es basa en els continguts i/o tasques.                | Aprenentatge col·laboratiu a partir de la interacció entre els participants. |
| Tipus de coneixement   | Coneixement empíric.                                  | Coneixement holistic.                                                        |
| Avaluació              | Test. Lliurament de treballs. Avaluació entre iguals. | Coneixement aportat i/o creat en entorns personals d'aprenentatge.           |
| Paper del docent       | El docent es converteix en el guia de l'aprenentatge. | El docent té un perfil constructor de tota la comunitat.                     |
| Cooperació             | En l'avaluació i en els fòrums.                       | En tot el procés, és la base de l'aprenentatge.                              |

La tendència en aquests entorns virtuals d'aprenentatge és que l'alumnat sigui el centre del procés d'ensenyament, participant de forma activa en la creació del coneixement; en aquest sentit, en els MOOC es generen noves dinàmiques d'aprenentatge que desenvolupen l'autonomia personal en un entorn social amb característiques de la societat postindustrial, com són:
- El component social de l'aprenentatge: adquirit en un entorn virtual basat en la construcció de xarxes socials en les quals s'abandona l'aïllament per desenvolupar la sociabilitat i el treball col·laboratiu.
- Formació personalitzada: que permet adaptar l'ensenyament a cada individu.
- Aprenentatge de competències: amb alternatives metodològiques enfocades a partir de l'error i de l'avaluació participativa, on es dona major èmfasi i actituds com la capacitat d'expressar-se (mitjançant una avaluació formativa en la qual es destaqui què millorar i com aconseguir aquesta millora), etc.
- Formació de grups d'aprenentatge soci-col·laboratiu: amb un enfocament pedagògic basat en la connectivitat i l'horitzontalitat, proporcionant alternatives a l'ensenyament tradicional basat en la centralitat del professor. L'educació implica aprendre en comunitat i el treball entre iguals permet la construcció del coneixement.

Els xMOOC i els cMOOC, potencien l'adquisició i possibilitat de perfeccionar diferents tipus de competències i capacitats per parts dels alumnes. En aquest sentit, Els MOOC han produït un beneficiós efecte sobre la rellevància dels entorns virtuals d'ensenyament-aprenentatge a l'Educació Superior i han donat resposta a una important demanda social de formació especialitzada. A més, han contribuït a la reflexió sobre la necessitat d'una redefinició dels actuals rols docents i ha situat a l'estudiant en un paper de major protagonisme en el procés d'avaluació dels seus aprenentatges. Els MOOC han mostrat a les institucions universitàries que l'oferta acadèmica deu ser més flexible i oberta. Des d'un punt de vista tecnològic, els MOOC han afavorit el desenvolupament de noves eines de programari per a la formació on-line (Valverde Berrocoso, 2014).
| Pilars de l'educació   | xMOOC | cMOOC |
| ---------------------- | --- | --- |
| Aprendre a conèixer    | - L'aprenentatge centrat en la informació que transmet el docent. - Aprenentatge lineal i guiat. | - Aprenentatge a partir de compartir el coneixement amb els altres - Aprenentatge actiu i participatiu. |
| Aprendre a fer         | - Les tasques que proposen són més de valorar si s'han assumit els continguts a partir d'una autoavaluació. - L'aprenentatge és passiu.                                                                                 | - Les tasques depenen de la implicació dels participants i de la seva relació amb la resta. - És un aprenentatge més actiu, ressaltant el aprendre fent: «learning by doing». |
| Aprendre a viure junts | - Des del plantejament del model junts xMOOC no es contempla aquesta perspectiva d'aprendre a conviure, ja que el procés de aprenentatge és totalment individual.                                                       | - La connexió que s'estableix en aquesta modalitat de cursos és un bon exemple l'aprenentatge compartit, col·laboratiu, cooperatiu i per tant implica relació amb la resta de la comunitat del curs.                                                                                   |
| Aprendre a ser         | - Els xMOOC proposen un aprenentatge totalment individualitzat, per la qual cosa dependrà del propi participant que es desenvolupi o no. - Caràcter de formació i aprenentatge per a tota la vida: «lifelong learning». | - La proposta reflecteix clarament aquest aprenentatge, ja que implica en tot moment que la connexió amb la resta dels participants i les interaccions ens fan créixer i desenvolupar-nos com a persones. - Manté l'essència del aprenentatge per a tota la vida: «lifelong learning». |

## El rol del participant
Els MOOC han implicat els estudiants en el procés d'avaluació dels seus aprenentatges mitjançant estratègies com l'autoavaluació i l'heteroavaluació, contribuint d'aquesta manera a renovar els models d'avaluació vigents a l'Educació Superior.
Segons Kizilcec, Piech, & Schneider (2013) es poden identificar quatre tipologies de participants en un MOOC:
- Els auditors o participants passius: són aquells alumnes que accedeixen als materials del curs, tals com els vídeos de les exposicions docents, però amb prou feines utilitzen les avaluacions i no participen de cap activitat de comunicació.
- Els complidors o participants actius: fa referència als alumnes que utilitzen tots els materials didàctics, realitzen totes o moltes de les avaluacions que s'ofereixen dins del curs i es comprometen en la participació a través dels fòrums i les xarxes socials.
- Els inconstants o desconnectats: al·ludeix als alumnes que realitzen les avaluacions a l'inici del MOOC però que, posteriorment, només accedeixen a algunes classes o desapareixen per complet del curs.
- Els tastaolletes o rondaires: alumnes que exploren superficialment el curs mitjançant el visionat d'alguns vídeos.

## Rols docents
Durant els últims anys ha anat augmentant les ofertes de formació/capacitació a distància com una forma de democratitzar l'accés a educació. La majoria d'aquestes propostes estan centrades en els alumnes i en el tractament que aquests realitzen a l'hora d'apropiar-se del contingut, per la qual cosa, la pèrdua del rol transmissor del docent s'ha vist desplaçat per altres funcions més lligades a l'orientació, l'acompanyament, les tutories, la facilitació de recursos i l'avaluació formativa. Per evitar decepció i frustració, el professor ha de replantejar-se quin és el seu paper en la comunitat educativa d'un MOOC, o, més aviat, canviar el paradigma que el situa al centre de l'aprenentatge (el que s'ha denominat "professor heliocèntric") i admetre altres tipus d'aprenentatge (col·laboratiu, distribuït), en els quals no estigui ubicat al centre, i admetre i fomentar l'existència d'activitats (xarxes socials, contingut agregat) en les quals potser ni tan sols hagi d'estar implicat com a agent educatiu.
La integració de les tecnologies digitals en la formació comporta la necessitat d'establir nous rols docents. Segons Laurillard (2002) es poden esmentar quatre estratègies docents que refereixen a la responsabilitat que aquests presenten en el marc de les propostes virtuals:
1. Narrativa: les concepcions del professor sobre l'objecte de coneixement han d'estar sempre accessibles a l'alumne i viceversa; el docent ha d'aconseguir un acord amb els estudiants sobre les metes d'aprenentatge; el professor ha de promoure un entorn d'ensenyament obert al debat, de manera que l'alumne pugui generar i rebre feedback sobre el contingut de l'aprenentatge.
2. Reflexiva: el professor ha de donar suport al procés a través del qual l'estudiant integra el feedback rebut amb els objectius de cada tasca i amb les metes finals del procés d'aprenentatge.[51]
3. Adaptativa: el docent té la responsabilitat d'utilitzar les relacions entre els seus propis conceptes i els de l'estudiant per definir l'enfocament de les tasques més adequat per propiciar el diàleg continu; l'alumne té la responsabilitat d'usar el feedback sobre el seu treball acadèmic i relacionar-ho amb el seu marc conceptual.
4. Interactiva: el professor ha de proporcionar un entorn d'aprenentatge dins del qual l'estudiant pugui actuar, generar i rebre feedback sobre les tasques orientades a la consecució d'una meta; el docent ha de proporcionar una retroalimentació significativa sobre les accions de l'alumne que estiguin relacionades amb els objectius d'aprenentatge.

Aquest nou rol revaloritza la tasca docent com facilitador de la formació d'alumnes competents, crítics, de pensament creatiu dins d'un entorn d'aprenentatge col·laboratiu. Segons Vázquez Cano (2013), els MOOC necessiten de professors instructors i assistents o content curators (algú que cerca, agrupa i comparteix la informació de forma contínua) automatitzant i optimitzant els recursos, però sense oblidar que és l'estudiant qui també ha filtrar, afegir i enriquir amb la seva participació el curs.

## Desafiaments dels MOOC
Diverses recerques concorden que els MOOC presenten una alta taxa d'abandonament que sol ser més pronunciada en les primeres setmanes d'impartició. En terme mitjà, s'estima que les taxes d'abandonament oscil·len entre el 75% i el 95% del conjunt de les plataformes MOOC més conegudes d'Europa i Amèrica.
Referit al seu impacte en les institucions de nivell superior, en la reunió del Fòrum Econòmic de Davos de gener de 2013, rectors de les universitats Harvard, Stanford i de l'Institut Tecnològic de Massachusetts (MIT) van coincidir que les experiències en nous models d'aprenentatge en línia canviaran ràpidament l'estat actual de l'educació superior generant una veritable disrupció. Les institucions que desconeguin la seva existència i demorin a abordar els seus possibles efectes i conseqüències es veuran amenaçades.
Un altre dels desafiaments que enfronten aquest tipus de cursos té a veure amb l'avaluació, que en general és més quantitativa que qualitativa. En els MOOC podem distingir tres tipus diferents d'avaluació:
- Basada en automatismes. No es precisa la intervenció humana, ja que l'avaluació es realitza a través de programes automàtics especialment dissenyats per a aquest fi (per exemple, veritable o fals, test d'autoavaluació d'opció múltiples). Això permet la correcció de centenars d'avaluacions en poc temps.
- Basada en la interacció social. L'avaluació es basa en la participació i l'intercanvi en diferents tipus de xarxes socials, blogs, microblogging i fòrums. Aquest tipus d'avaluació s'utilitza amb freqüència en els MOOC.
- Basada en l'autoritat. L'avaluació està a càrrec d'un professor, especialista o bé l'avaluació entre iguals a partir de criteris preestablerts. Tenint en compte que es tracta de cursos massius, aquest tipus d'avaluació no és molt freqüent en MOOC.

El tipus d'avaluació triat per un MOOC és fonamental, ja que pot tenir un impacte en la taxa d'abandonament.
Per abordar aquests desafiaments s'han creat xarxes d'institucions educatives que comparteixen sabers amb l'objectiu de millorar la qualitat dels cursos. Un exemple d'això és Mooc Maker.

## Entorns per a l'aplicació de MOOC
Són diverses les plataformes amb les quals s'han vingut creant MOOC. Les plataformes més triades en els Estats Units per implementar aquest tipus de formació són Coursera i EDX.
En aquest sentit, en un estudi desenvolupat per Poy i González (2014) s'identifiquen 33 plataformes per desenvolupar els MOOC a nivell internacional. Els països presents en la mostra, així com les seves principals plataformes MOOC es detallen a continuació 
Estats Units d'Amèrica del Nord, amb 24 plataformes:
- Coursera.
- Edx.
- Udemy.
- Class2go.
- Venturelab.
- LearnDash.
- Udacity.
- Lore (Noodle).
- Canvas.
- Google Course Builder.
- Coursesites.
- OpenCourseWare.
- P2PU.
- Open Learning Initiative - Carnegie Mellon University.
- Knight Center.
- MRUniversity.
- ALISON.
- University of the people.
- Saylor.org.
- Symynd (share your mind).
- Open Yale Courses.
- GCF Learn Free.
- Nixty.
- SantaFe MOOCs.

Regne Unit, amb 3 plataformes:
- OpenClass-BETA de Pearson Ltd.
- OpenLearn LabSpace.
- FutureLearn.

Alemanya, amb 2 plataformes:
- OpenHPI.
- Leuphana Digital School.

França, amb 1 plataforma:
- OpenClassrooms.

Austràlia, amb 1 plataforma:
- OpenLearning.

Espanya, amb 9 plataformes:
- Unx.
- Unedcoma.
- Crypt4you.
- Homuorklab.
- Miríada X.
- Bureau Veritas Business School MOOC - Espanya.
- UPVX - Universitat Politècnica de València.
- UOCx

Xina:
- XuetangX

## El futur dels MOOC
A causa de l'existència d'alts índexs de deserció en els MOOC, diversos investigadors en educació i tecnologia s'estan preguntant en l'actualitat si aquests han de seguir mantenint la lògica actual d'interacció entre els professors i els alumnes, o si cal un canvi de paradigma. Les crítiques es concentren en el poc dinamisme que existeix en l'educació en línia massiva, i la poca personalització a la qual es veuen sotmesos els alumnes. Per resoldre això, dissenyadors d'aplicacions estan suggerint incorporar "bots" que mitjançant algorismes d'informació proveeixin de respostes a les preguntes dels alumnes. Aquest tipus de "microcursos" reemplaçarien la necessitat de grans MOOCS on un professor es dirigeix a milers d'alumnes a través de vídeos o articles. S'establiria en canvi una interacció alumne-bot, que permetria una experiència més personalitzada, en funció de les inquietuds específiques de l'alumne. El bot, desenvolupat amb Intel·ligència Artificial, faria de professor. Així, des d'aquesta perspectiva, els cursos massius deixarien d'implementar-se deixant lloc a l'existència de "microcursos" - instàncies d'aprenentatge dinàmiques guiades per bots, a través de l'ús d'aplicacions de mòbil.